# Айтел Фридрих IV (Хоенцолерн)
Айтел Фридрих IV фон Хоенцолерн (на немски: Eitel Friedrich IV von Hohenzollern; Friedrich I; * 7 септември 1545 в Зигмаринген; † 16 януари 1605 в Хехинген, Баден-Вюртемберг) от швабската линия на Хоенцолерните е като Айтел Фридрих I основател на линията и първият граф на Хоенцолерн-Хехинген (1576 – 1605).
Той е най-възрастният син на граф Карл I фон Хоенцолерн (1516 – 1576) и съпругата му Анна фон Баден-Дурлах (1512 – 1579), дъщеря на маркграф Ернст от Баден-Дурлах.
След смъртта на баща му през 1576 г. хоенцолернската територия е поделена между Айтел Фридрих и братята му Карл II (1547 – 1606), граф на Хоенцолерн-Зигмаринген, Христоф (1552 – 1592), граф на Хоенцолерн-Хайгерлох и на Йоахим (1554 – 1587), граф на Цолерн.
Айтел Фридрих получава Хехинген и построява там дворец. По-късно там той основава с втората си съпруга манастир.

## Фамилия
Айтел Фридрих е женен три пъти. На 22 юни 1568 г. той се жени в Зигмаринген за Вероника фон Ортенбург († 23 март 1573), дъщеря на граф Карл I фон Ортенбург. Бракът е бездетен.
За втори път той се жени на 14 ноември 1574 г. в Мескирх за Сибила фон Цимерн (1558 – 1599), дъщеря на граф Фробен Христоф фон Цимерн и съпругата му графиня Кунигунда фон Еберщайн, с която имат децата:
- Ернст (* 1575; † млад)
- Йохан Георг (1577 – 1623), княз на Хоенцолерн-Хехинген

∞ 1598 вилд- и рейнграфиня Франциска фон Залм-Ньофвил († 1619)
- Максимилиана (1580 – 1633)
- Йохана (1581 – 1634)

∞ 1602 княз Йохан фон Хоенцолерн-Зигмаринген (1578 – 1638)
Той се жени трети път на 1 март 1601 г. за Йохана фон Еберщайн († 1633), дъщеря на граф Филип II фон Еберщайн, с която няма деца.